# Mercan'Tour Classic Alpes-Maritimes 2024
Le Mercan'Tour Classic Alpes-Maritimes 2024, est la 4e édition de cette course cycliste sur route masculine. Il a lieu le 29 mai 2024 dans le département des Alpes-Maritimes, dans le sud de la France, et fait partie du calendrier UCI Europe Tour 2024 en catégorie 1.1 (troisième niveau mondial).
Cette course est aussi inscrite au calendrier de la Coupe de France en tant que 13e manche de l'édition 2024.
L'épreuve est remportée par Lenny Martinez de l'équipe Groupama-FDJ qui s'impose devant Clément Berthet (Décathlon AG2R La Mondiale) et Harm Vanhoucke (Lotto Dstny). 

## Présentation

### Parcours
Le départ est donné de Puget-Théniers. Arrivé à Plan-du-Var, le peloton s'engage vers le nord en remontant la vallée de la Vésubie. Le tracé long de 168,2 km est un peu modifié, reprenant pour partie la 20e étape du Tour de France 2024 qui se déroule trois semaines plus tard avec les ascensions du col de la Colmiane puis du col de la Couillole (sommet à 13,5 km de l'arrivée, classé hors catégorie).
Une fois au sommet, une courte descente amène à Beuil avant de rejoindre l'arrivée par la montée finale vers la station de Valberg (altitude : 1 672 m).

### Équipes participantes
Classé en catégorie 1.1 de l'UCI Europe Tour, le Mercan'Tour Classic Alpes-Maritimes est par conséquent ouvert aux WorldTeams dans la limite de 50 % des équipes participantes, aux équipes continentales professionnelles, aux équipes continentales et aux équipes nationales.
15 équipes participent à cette course : 7 WorldTeams, 5 équipes continentales professionnelles et 3 équipes continentales.
| WorldTeams (7)- Arkéa-B&B Hotels - Cofidis - Groupama-FDJ - Decathlon-AG2R La Mondiale - EF Education-EasyPost - Astana Qazaqstan Team - Intermarché-Wanty ProTeams (5)- Equipo Kern Pharma - TotalEnergies - Euskaltel-Euskadi - Lotto Dstny - Israel-Premier Tech Équipes continentales (3)- Nice Métropole Côte d'Azur - CIC U Nantes Atlantique - Saint Michel-Mavic-Auber 93 |
| |

### Principaux coureurs présents
Le Mercan'Tour Classic Alpes-Maritimes est l'une des rares nouvelles courses de la Coupe de France. Seules trois éditions ont déjà eu lieu et les trois vainqueurs sont toujours en activité au sein du peloton professionnel. De ces trois vainqueurs, il n'y a que Guillaume Martin qui a pris le départ de l'édition 2024. Face à lui d'autres grimpeurs favoris sont attendus comme Stephen Williams, Lenny Martinez, déjà vainqueur du Tour du Doubs 2024 sur la Coupe de France et David Gaudu.

### Diffusion
La course est diffusée en direct sur France 3 Côte d'Azur et sur Eurosport 1.

## Classements

### Classement final
| \| Classement général \| Classement général \| Classement général \| Classement général \| Classement général \| \| Coureur \| Coureur \| Pays \| Équipe \| Temps \| \| ------------------ \| ------------------ \| ------------------ \| -------------------------- \| ------------------ \| \| 1er \| Lenny Martinez \| France \| Groupama-FDJ \| 4 h 49 min 28 s \| \| 2e \| Clément Berthet \| France \| Decathlon-AG2R La Mondiale \| + 10 s \| \| 3e \| Harm Vanhoucke \| Belgique \| Lotto Dstny \| + 15 s \| \| 4e \| Iván Sosa \| Colombie \| Movistar Team \| + 15 s \| \| 5e \| Gregor Mühlberger \| Autriche \| Movistar Team \| + 28 s \| \| 6e \| Guillaume Martin \| France \| Cofidis \| + 30 s \| \| 7e \| George Bennett \| Nouvelle-Zélande \| Israel-Premier Tech \| + 31 s \| \| 8e \| José Manuel Díaz \| Espagne \| Burgos-BH \| + 38 s \| \| 9e \| Lukas Nerurkar \| Royaume-Uni \| EF Education-EasyPost \| + 1 min 01 s \| \| 10e \| Matthew Riccitello \| États-Unis \| Israel-Premier Tech \| + 1 min 03 s \| |                    |                  |                            |                 |
| |                    |                  |                            |                 |
| Source : ProCyclingStats |                    |                  |                            |                 |
| Classement général |                    |                  |                            |                 |
| Coureur | Coureur            | Pays             | Équipe                     | Temps           |
| 1er | Lenny Martinez     | France           | Groupama-FDJ               | 4 h 49 min 28 s |
| 2e | Clément Berthet    | France           | Decathlon-AG2R La Mondiale | + 10 s          |
| 3e | Harm Vanhoucke     | Belgique         | Lotto Dstny                | + 15 s          |
| 4e | Iván Sosa          | Colombie         | Movistar Team              | + 15 s          |
| 5e | Gregor Mühlberger  | Autriche         | Movistar Team              | + 28 s          |
| 6e | Guillaume Martin   | France           | Cofidis                    | + 30 s          |
| 7e | George Bennett     | Nouvelle-Zélande | Israel-Premier Tech        | + 31 s          |
| 8e | José Manuel Díaz   | Espagne          | Burgos-BH                  | + 38 s          |
| 9e | Lukas Nerurkar     | Royaume-Uni      | EF Education-EasyPost      | + 1 min 01 s    |
| 10e | Matthew Riccitello | États-Unis       | Israel-Premier Tech        | + 1 min 03 s    |

### Classements annexes

#### Classement par points
| Classement par points | Classement par points | Classement par points | Classement par points | Classement par points |
| Coureur               | Coureur               | Pays                  | Équipe                | Points                |
| --------------------- | --------------------- | --------------------- | --------------------- | --------------------- |

#### Classement de la montagne
| Classement de la montagne | Classement de la montagne | Classement de la montagne | Classement de la montagne | Classement de la montagne |
| Coureur                   | Coureur                   | Pays                      | Équipe                    | Points                    |
| ------------------------- | ------------------------- | ------------------------- | ------------------------- | ------------------------- |

#### Classement du meilleur jeune
| Classement du meilleur jeune | Classement du meilleur jeune | Classement du meilleur jeune | Classement du meilleur jeune | Classement du meilleur jeune |
| Coureur                      | Coureur                      | Pays                         | Équipe                       | Temps                        |
| ---------------------------- | ---------------------------- | ---------------------------- | ---------------------------- | ---------------------------- |

## Attributions des points

### Classement UCI
La course attribue aux coureurs le même nombre des points pour l'UCI Europe Tour 2024 et le Classement mondial UCI.
| Position           | 1er | 2e | 3e | 4e | 5e | 6e | 7e | 8e | 9e | 10e | 11e | 12e | 13e à 15e | 16e à 25e |
| Classement général | 125 | 85 | 70 | 60 | 50 | 40 | 35 | 30 | 25 | 20  | 15  | 10  | 5         | 3         |

### Classements Coupe de France
L'ordre d'arrivée de l'épreuve détermine le nombre de points attribués pour le classement général individuel de la Coupe de France 2024.
| Position | 1er | 2e | 3e | 4e | 5e | 6e | 7e | 8e | 9e | 10e | 11e | 12e | 13e | 14e | 15e |
| Points   | 50  | 35 | 25 | 20 | 18 | 16 | 14 | 12 | 10 | 8   | 6   | 5   | 3   | 3   | 3   |

Le classement par équipes de la Coupe de France est établi de la manière suivante : on additionne les places des trois premiers coureurs pour définir le score de chaque équipe. Puis les équipes sont classées par score décroissant. L'équipe avec le total le plus faible sera la première et recevra 12 points au classement des équipes, jusqu'à la neuvième équipe qui marquera deux points. Seules les équipes françaises marquent des points.
| Position | 1re | 2e | 3e | 4e | 5e | 6e | 7e | 8e | 9e |
| Points   | 12  | 9  | 8  | 7  | 6  | 5  | 4  | 3  | 2  |

## Liste des participants
| Légende | Légende                                                                           | Légende | Légende                                                    |
| ------- | --------------------------------------------------------------------------------- | ------- | ---------------------------------------------------------- |
| Num     | Dossard de départ porté par le coureur sur le Mercan'Tour Classic Alpes-Maritimes | Pos     | Position à l'arrivée de la course                          |
|         | Indique un maillot de champion national ou mondial, suivi de sa spécialité        | NP      | Indique un coureur qui n'a pas pris le départ de la course |
| AB      | Indique un coureur qui n'a pas terminé la course                                  | HD      | Indique un coureur qui a terminé la course hors des délais |
| DSQ     | Indique un coureur qui a été disqualifié de la course                             |         |                                                            |

| EF Education-EasyPost EFE | EF Education-EasyPost EFE | EF Education-EasyPost EFE |
| ------------------------- | ------------------------- | ------------------------- |
| Num                       | Coureur                   | Pos                       |
| 1                         | Markel Beloki (ESP)       | 56e                       |
| 2                         | Sean Quinn (USA)          | 31e                       |
| 3                         | Lukas Nerurkar (GBR)      | 9e                        |
| 4                         | Darren Rafferty (IRL)     | 16e                       |
| 5                         | Archie Ryan (IRL)         | 11e                       |
| 6                         | Yuhi Todome (JPN)         | 63e                       |
| 7                         | Jardi van der Lee (NED)   | 46e                       |

| Cofidis COF | Cofidis COF            | Cofidis COF |
| ----------- | ---------------------- | ----------- |
| Num         | Coureur                | Pos         |
| 11          | Guillaume Martin (FRA) | 6e          |
| 12          | Kenny Elissonde (FRA)  | 25e         |
| 13          | Ben Hermans (BEL)      | AB          |
| 14          | Oliver Knight (GBR)    | HD          |
| 15          | Axel Mariault (FRA)    | 50e         |
| 16          | Hugo Toumire (FRA)     | 34e         |

| Groupama-FDJ GFC | Groupama-FDJ GFC      | Groupama-FDJ GFC |
| ---------------- | --------------------- | ---------------- |
| Num              | Coureur               | Pos              |
| 21               | Max Bock (GER)        | AB               |
| 22               | David Gaudu (FRA)     | 18e              |
| 23               | Kevin Geniets (LUX)   | 49e              |
| 24               | Lenny Martinez (FRA)  | 1er              |
| 25               | Rudy Molard (FRA)     | 27e              |
| 26               | Quentin Pacher (FRA)  | 48e              |
| 27               | Reuben Thompson (NZL) | 52e              |

| Arkéa-B&B Hotels ARK | Arkéa-B&B Hotels ARK      | Arkéa-B&B Hotels ARK |
| -------------------- | ------------------------- | -------------------- |
| Num                  | Coureur                   | Pos                  |
| 31                   | Clément Champoussin (FRA) | AB                   |
| 32                   | Anthony Delaplace (FRA)   | 39e                  |
| 33                   | Raúl García Pierna (ESP)  | AB                   |
| 34                   | Baptiste Gillet (FRA)     | 36e                  |
| 35                   | Simon Guglielmi (FRA)     | 21e                  |
| 36                   | Laurens Huys (BEL)        | 22e                  |
| 37                   | Cristian Rodríguez (ESP)  | 28e                  |

| Decathlon-AG2R La Mondiale DAT | Decathlon-AG2R La Mondiale DAT | Decathlon-AG2R La Mondiale DAT |
| ------------------------------ | ------------------------------ | ------------------------------ |
| Num                            | Coureur                        | Pos                            |
| 41                             | Clément Berthet (FRA)          | 2e                             |
| 42                             | Jordan Labrosse (FRA)          | AB                             |
| 43                             | Nans Peters (FRA)              | 19e                            |
| 44                             | Nicolas Prodhomme (FRA)        | 12e                            |
| 45                             | Valentin Retailleau (FRA)      | 57e                            |
| 46                             | Killian Verschuren (FRA)       | 20e                            |

| Movistar Team MOV | Movistar Team MOV       | Movistar Team MOV |
| ----------------- | ----------------------- | ----------------- |
| Num               | Coureur                 | Pos               |
| 51                | William Barta (USA)     | AB                |
| 52                | Carlos Canal (ESP)      | 24e               |
| 53                | Davide Formolo (ITA)    | 15e               |
| 54                | Gregor Mühlberger (AUT) | 5e                |
| 55                | Antonio Pedrero (ESP)   | 40e               |
| 56                | Sergio Samitier (ESP)   | 13e               |
| 57                | Iván Sosa (COL)         | 4e                |

| Astana Qazaqstan Team AST | Astana Qazaqstan Team AST | Astana Qazaqstan Team AST |
| ------------------------- | ------------------------- | ------------------------- |
| Num                       | Coureur                   | Pos                       |
| 61                        | Harold Tejada (COL)       | 14e                       |
| 62                        | Gleb Brussenskiy (KAZ)    | 35e                       |
| 63                        | Igor Chzhan (KAZ)         | 54e                       |
| 64                        | Yevgeniy Fedorov (KAZ)    | 53e                       |
| 65                        | Dmitriy Gruzdev (KAZ)     | 61e                       |
| 66                        | Yevgeniy Gidich (KAZ)     | AB                        |
| 67                        | Gianmarco Garofoli (ITA)  | 42e                       |

| Israel-Premier Tech IPT | Israel-Premier Tech IPT  | Israel-Premier Tech IPT |
| ----------------------- | ------------------------ | ----------------------- |
| Num                     | Coureur                  | Pos                     |
| 71                      | Stephen Williams (GBR)   | 41e                     |
| 72                      | Christopher Froome (GBR) | 47e                     |
| 73                      | George Bennett (NZL)     | 7e                      |
| 74                      | Matthew Riccitello (USA) | 10e                     |
| 75                      | Mason Hollyman (GBR)     | 43e                     |
| 76                      | Jesse Maris (USA)        | AB                      |
| 77                      | Pau Martí (ESP)          | 45e                     |

| Lotto Dstny LTD | Lotto Dstny LTD          | Lotto Dstny LTD |
| --------------- | ------------------------ | --------------- |
| Num             | Coureur                  | Pos             |
| 81              | Johannes Adamietz (GER)  | AB              |
| 82              | Sylvain Moniquet (BEL)   | 32e             |
| 83              | Eduardo Sepúlveda (ARG)  | 26e             |
| 84              | Henri Vandenabeele (BEL) | AB              |
| 85              | Harm Vanhoucke (BEL)     | 3e              |
| 86              | Arne Baers (BEL)         | 55e             |

| TotalEnergies TEN | TotalEnergies TEN     | TotalEnergies TEN |
| ----------------- | --------------------- | ----------------- |
| Num               | Coureur               | Pos               |
| 91                | Fabien Grellier (FRA) | 62e               |
| 92                | Jordan Jegat (FRA)    | 38e               |
| 93                | Alan Jousseaume (FRA) | 58e               |
| 94                | Pierre Latour (FRA)   | AB                |
| 95                | Paul Ourselin (FRA)   | AB                |

| Burgos-BH BBH | Burgos-BH BBH                  | Burgos-BH BBH |
| ------------- | ------------------------------ | ------------- |
| Num           | Coureur                        | Pos           |
| 101           | Clément Alleno (FRA)           | HD            |
| 102           | José Manuel Díaz (ESP)         | 8e            |
| 103           | David Delgado Higueruelo (ESP) | HD            |
| 104           | Karel Vacek (CZE)              | AB            |
| 105           | Alejandro Franco (ESP)         | 59e           |
| 106           | Ander Okamika (ESP)            | 30e           |
| 107           | Mario Aparicio (ESP)           | 60e           |

| Equipo Kern Pharma EKP | Equipo Kern Pharma EKP | Equipo Kern Pharma EKP |
| ---------------------- | ---------------------- | ---------------------- |
| Num                    | Coureur                | Pos                    |
| 111                    | José Félix Parra (ESP) | 17e                    |
| 112                    | Hugo Aznar (ESP)       | AB                     |
| 113                    | Diego Uriarte (ESP)    | HD                     |
| 114                    | Jordi López (ESP)      | 44e                    |
| 115                    | Eugenio Sánchez (ESP)  | 37e                    |
| 116                    | Ibon Ruiz (ESP)        | 33e                    |

| Nice Métropole Côte d'Azur NMC | Nice Métropole Côte d'Azur NMC | Nice Métropole Côte d'Azur NMC |
| ------------------------------ | ------------------------------ | ------------------------------ |
| Num                            | Coureur                        | Pos                            |
| 121                            | Melvin Crommelinck (FRA)       | HD                             |
| 122                            | Alexandre Léonien (FRA)        | HD                             |
| 123                            | Andrea Mifsud                  | AB                             |
| 125                            | Damien Girard (FRA)            | AB                             |
| 126                            | Noah Knecht (FRA)              | AB                             |

| Saint Michel-Mavic-Auber 93 AUB | Saint Michel-Mavic-Auber 93 AUB | Saint Michel-Mavic-Auber 93 AUB |
| ------------------------------- | ------------------------------- | ------------------------------- |
| Num                             | Coureur                         | Pos                             |
| 131                             | Alexandre Delettre (FRA)        | HD                              |
| 133                             | Romain Cardis (FRA)             | AB                              |
| 134                             | Joris Delbove (FRA)             | AB                              |
| 135                             | Nicolas Breuillard (FRA)        | 51e                             |
| 137                             | Lucas Beneteau (FRA)            | HD                              |

| CIC U Nantes Atlantique UCN | CIC U Nantes Atlantique UCN | CIC U Nantes Atlantique UCN |
| --------------------------- | --------------------------- | --------------------------- |
| Num                         | Coureur                     | Pos                         |
| 141                         | Artus Jaladeau (FRA)        | 29e                         |
| 142                         | Robin Plamondon (CAN)       | HD                          |
| 143                         | Maël Guégan (FRA)           | 23e                         |
| 144                         | Pierre-Henry Basset (FRA)   | HD                          |
| 145                         | Matisse Julien (CAN)        | AB                          |
| 146                         | Jon Rye-Johnsen (NOR)       | AB                          |

| EF Education-EasyPost EFE | EF Education-EasyPost EFE | EF Education-EasyPost EFE |
| ------------------------- | ------------------------- | ------------------------- |
| Num                       | Coureur                   | Pos                       |
| 1                         | Markel Beloki (ESP)       | 56e                       |
| 2                         | Sean Quinn (USA)          | 31e                       |
| 3                         | Lukas Nerurkar (GBR)      | 9e                        |
| 4                         | Darren Rafferty (IRL)     | 16e                       |
| 5                         | Archie Ryan (IRL)         | 11e                       |
| 6                         | Yuhi Todome (JPN)         | 63e                       |
| 7                         | Jardi van der Lee (NED)   | 46e                       |

| Cofidis COF | Cofidis COF            | Cofidis COF |
| ----------- | ---------------------- | ----------- |
| Num         | Coureur                | Pos         |
| 11          | Guillaume Martin (FRA) | 6e          |
| 12          | Kenny Elissonde (FRA)  | 25e         |
| 13          | Ben Hermans (BEL)      | AB          |
| 14          | Oliver Knight (GBR)    | HD          |
| 15          | Axel Mariault (FRA)    | 50e         |
| 16          | Hugo Toumire (FRA)     | 34e         |

| Groupama-FDJ GFC | Groupama-FDJ GFC      | Groupama-FDJ GFC |
| ---------------- | --------------------- | ---------------- |
| Num              | Coureur               | Pos              |
| 21               | Max Bock (GER)        | AB               |
| 22               | David Gaudu (FRA)     | 18e              |
| 23               | Kevin Geniets (LUX)   | 49e              |
| 24               | Lenny Martinez (FRA)  | 1er              |
| 25               | Rudy Molard (FRA)     | 27e              |
| 26               | Quentin Pacher (FRA)  | 48e              |
| 27               | Reuben Thompson (NZL) | 52e              |

| Arkéa-B&B Hotels ARK | Arkéa-B&B Hotels ARK      | Arkéa-B&B Hotels ARK |
| -------------------- | ------------------------- | -------------------- |
| Num                  | Coureur                   | Pos                  |
| 31                   | Clément Champoussin (FRA) | AB                   |
| 32                   | Anthony Delaplace (FRA)   | 39e                  |
| 33                   | Raúl García Pierna (ESP)  | AB                   |
| 34                   | Baptiste Gillet (FRA)     | 36e                  |
| 35                   | Simon Guglielmi (FRA)     | 21e                  |
| 36                   | Laurens Huys (BEL)        | 22e                  |
| 37                   | Cristian Rodríguez (ESP)  | 28e                  |

| Decathlon-AG2R La Mondiale DAT | Decathlon-AG2R La Mondiale DAT | Decathlon-AG2R La Mondiale DAT |
| ------------------------------ | ------------------------------ | ------------------------------ |
| Num                            | Coureur                        | Pos                            |
| 41                             | Clément Berthet (FRA)          | 2e                             |
| 42                             | Jordan Labrosse (FRA)          | AB                             |
| 43                             | Nans Peters (FRA)              | 19e                            |
| 44                             | Nicolas Prodhomme (FRA)        | 12e                            |
| 45                             | Valentin Retailleau (FRA)      | 57e                            |
| 46                             | Killian Verschuren (FRA)       | 20e                            |

| Movistar Team MOV | Movistar Team MOV       | Movistar Team MOV |
| ----------------- | ----------------------- | ----------------- |
| Num               | Coureur                 | Pos               |
| 51                | William Barta (USA)     | AB                |
| 52                | Carlos Canal (ESP)      | 24e               |
| 53                | Davide Formolo (ITA)    | 15e               |
| 54                | Gregor Mühlberger (AUT) | 5e                |
| 55                | Antonio Pedrero (ESP)   | 40e               |
| 56                | Sergio Samitier (ESP)   | 13e               |
| 57                | Iván Sosa (COL)         | 4e                |

| Astana Qazaqstan Team AST | Astana Qazaqstan Team AST | Astana Qazaqstan Team AST |
| ------------------------- | ------------------------- | ------------------------- |
| Num                       | Coureur                   | Pos                       |
| 61                        | Harold Tejada (COL)       | 14e                       |
| 62                        | Gleb Brussenskiy (KAZ)    | 35e                       |
| 63                        | Igor Chzhan (KAZ)         | 54e                       |
| 64                        | Yevgeniy Fedorov (KAZ)    | 53e                       |
| 65                        | Dmitriy Gruzdev (KAZ)     | 61e                       |
| 66                        | Yevgeniy Gidich (KAZ)     | AB                        |
| 67                        | Gianmarco Garofoli (ITA)  | 42e                       |

| Israel-Premier Tech IPT | Israel-Premier Tech IPT  | Israel-Premier Tech IPT |
| ----------------------- | ------------------------ | ----------------------- |
| Num                     | Coureur                  | Pos                     |
| 71                      | Stephen Williams (GBR)   | 41e                     |
| 72                      | Christopher Froome (GBR) | 47e                     |
| 73                      | George Bennett (NZL)     | 7e                      |
| 74                      | Matthew Riccitello (USA) | 10e                     |
| 75                      | Mason Hollyman (GBR)     | 43e                     |
| 76                      | Jesse Maris (USA)        | AB                      |
| 77                      | Pau Martí (ESP)          | 45e                     |

| Lotto Dstny LTD | Lotto Dstny LTD          | Lotto Dstny LTD |
| --------------- | ------------------------ | --------------- |
| Num             | Coureur                  | Pos             |
| 81              | Johannes Adamietz (GER)  | AB              |
| 82              | Sylvain Moniquet (BEL)   | 32e             |
| 83              | Eduardo Sepúlveda (ARG)  | 26e             |
| 84              | Henri Vandenabeele (BEL) | AB              |
| 85              | Harm Vanhoucke (BEL)     | 3e              |
| 86              | Arne Baers (BEL)         | 55e             |

| TotalEnergies TEN | TotalEnergies TEN     | TotalEnergies TEN |
| ----------------- | --------------------- | ----------------- |
| Num               | Coureur               | Pos               |
| 91                | Fabien Grellier (FRA) | 62e               |
| 92                | Jordan Jegat (FRA)    | 38e               |
| 93                | Alan Jousseaume (FRA) | 58e               |
| 94                | Pierre Latour (FRA)   | AB                |
| 95                | Paul Ourselin (FRA)   | AB                |

| Burgos-BH BBH | Burgos-BH BBH                  | Burgos-BH BBH |
| ------------- | ------------------------------ | ------------- |
| Num           | Coureur                        | Pos           |
| 101           | Clément Alleno (FRA)           | HD            |
| 102           | José Manuel Díaz (ESP)         | 8e            |
| 103           | David Delgado Higueruelo (ESP) | HD            |
| 104           | Karel Vacek (CZE)              | AB            |
| 105           | Alejandro Franco (ESP)         | 59e           |
| 106           | Ander Okamika (ESP)            | 30e           |
| 107           | Mario Aparicio (ESP)           | 60e           |

| Equipo Kern Pharma EKP | Equipo Kern Pharma EKP | Equipo Kern Pharma EKP |
| ---------------------- | ---------------------- | ---------------------- |
| Num                    | Coureur                | Pos                    |
| 111                    | José Félix Parra (ESP) | 17e                    |
| 112                    | Hugo Aznar (ESP)       | AB                     |
| 113                    | Diego Uriarte (ESP)    | HD                     |
| 114                    | Jordi López (ESP)      | 44e                    |
| 115                    | Eugenio Sánchez (ESP)  | 37e                    |
| 116                    | Ibon Ruiz (ESP)        | 33e                    |

| Nice Métropole Côte d'Azur NMC | Nice Métropole Côte d'Azur NMC | Nice Métropole Côte d'Azur NMC |
| ------------------------------ | ------------------------------ | ------------------------------ |
| Num                            | Coureur                        | Pos                            |
| 121                            | Melvin Crommelinck (FRA)       | HD                             |
| 122                            | Alexandre Léonien (FRA)        | HD                             |
| 123                            | Andrea Mifsud                  | AB                             |
| 125                            | Damien Girard (FRA)            | AB                             |
| 126                            | Noah Knecht (FRA)              | AB                             |

| Saint Michel-Mavic-Auber 93 AUB | Saint Michel-Mavic-Auber 93 AUB | Saint Michel-Mavic-Auber 93 AUB |
| ------------------------------- | ------------------------------- | ------------------------------- |
| Num                             | Coureur                         | Pos                             |
| 131                             | Alexandre Delettre (FRA)        | HD                              |
| 133                             | Romain Cardis (FRA)             | AB                              |
| 134                             | Joris Delbove (FRA)             | AB                              |
| 135                             | Nicolas Breuillard (FRA)        | 51e                             |
| 137                             | Lucas Beneteau (FRA)            | HD                              |

| CIC U Nantes Atlantique UCN | CIC U Nantes Atlantique UCN | CIC U Nantes Atlantique UCN |
| --------------------------- | --------------------------- | --------------------------- |
| Num                         | Coureur                     | Pos                         |
| 141                         | Artus Jaladeau (FRA)        | 29e                         |
| 142                         | Robin Plamondon (CAN)       | HD                          |
| 143                         | Maël Guégan (FRA)           | 23e                         |
| 144                         | Pierre-Henry Basset (FRA)   | HD                          |
| 145                         | Matisse Julien (CAN)        | AB                          |
| 146                         | Jon Rye-Johnsen (NOR)       | AB                          |